# Tidono
Tidono fue una antigua ciudad griega de Caria. 
Perteneció a la Liga de Delos puesto que aparece mencionada en el registro de tributos a Atenas del año 451/0 a. C.
Se desconoce su localización exacta, aunque Plinio el Viejo la menciona en una sucesión de ciudades que incluye, entre otras, Euromo, Heraclea, Amizón y Alabanda, por lo que se situaría en la parte norte de Caria.